# Christoffer Wallroth

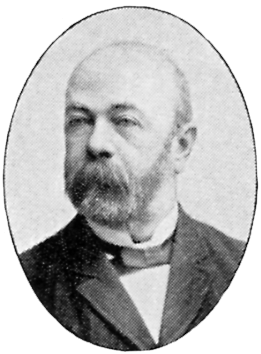
Christoffer Wallroth, Foto aus einem zeitgenössischen Lexikon, um 1900

Christoffer Johan Wallroth, auch Christopher oder Kristoffer Wallroth (* 15. April 1841 in Filipstad, Värmland, Schweden; † 1916), war ein schwedischer Landschaftsmaler.

## Leben

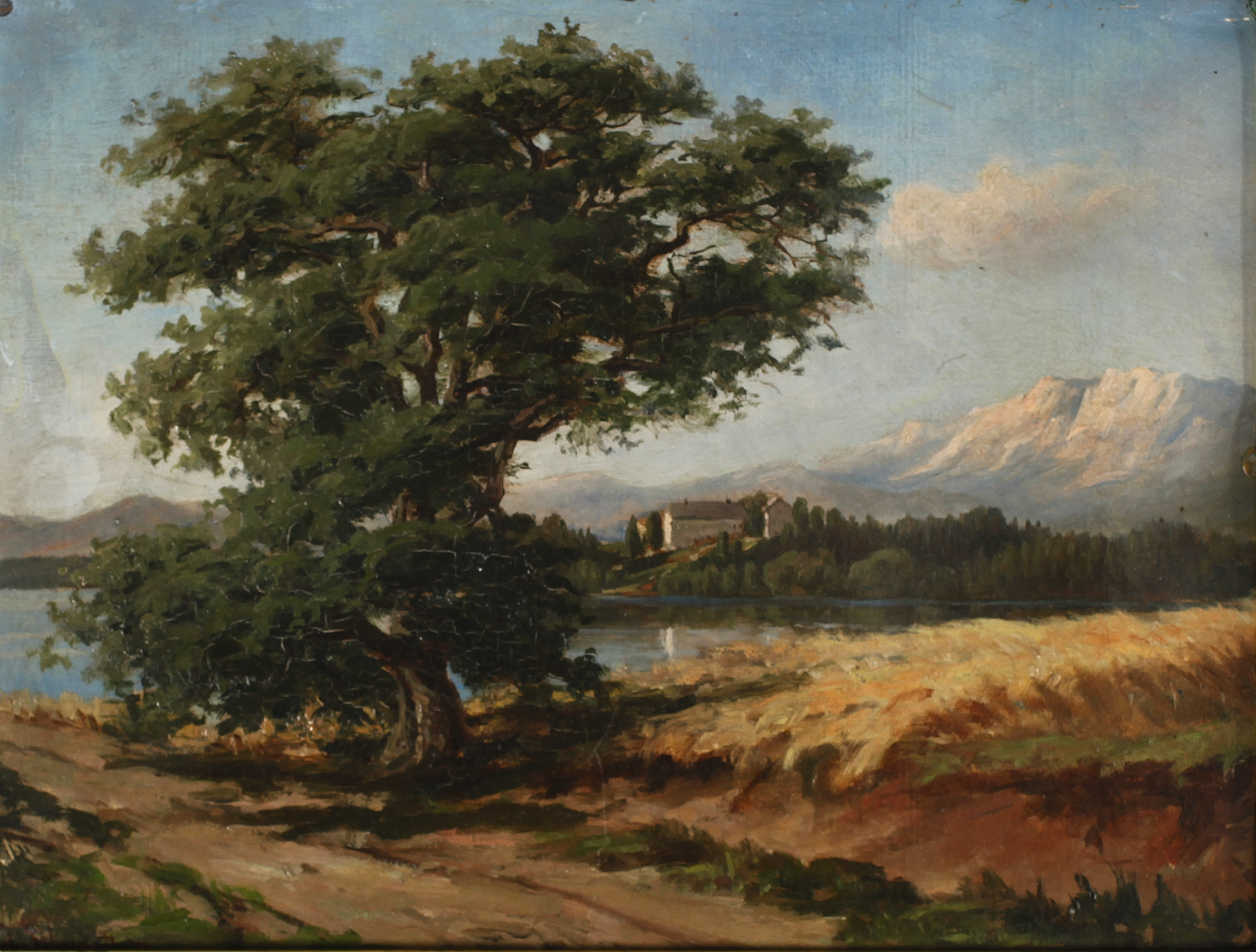
Landschaft, 1871

Wallroth, fünftes von sechs Kindern des Händlers Carl Johan Wallroth (1791–1869) und dessen Frau Johanna Catharina Berggren (1804–1863), studierte 1865 bis 1868 an der Kunstakademie Stockholm. In den Jahren 1868/1869 besuchte er Düsseldorf und Karlsruhe, danach München und Paris. 1870 siedelte er sich in der Nähe von Filipstad an. Seine Landschaftsbilder, die die spätromantische Kunstauffassung der Düsseldorfer Malerschule reflektieren, behandeln Motive aus dem Värmland.

## Rezeption
Wallroths Nichte war die Schriftstellerin Selma Lagerlöf. Ihrem geliebten Onkel setzte sie in den Erzählungen Mårbacka (1920) und Ett barns memoarer (1930) ein literarisches Denkmal. Auch die Figur des „Patrons Julius“ in dem Roman Gösta Berling (1891) ist ihm teilweise nachgebildet.